# The Last Grenade
The Last Grenade és una pel·lícula de guerra britànica dirigida l'any 1969 per Gordon Flemyng i estrenada l'any següent.

## Argument
Crisi Congolesa. Al Congo, anys 1960, el comandant Harry Grigsby dirigeix un equip de mercenaris. Un dia, el seu petit exèrcit, esgotat, es troba acorralat per l'enemic. Harry decideix cridar el seu vell amic Thompson, també mercenari. Algunes hores després d'haver enviat el missatge, sent arribar el helicòpter de Thompson. Amb gran sorpresa, el seu col·lega s'uneix als seus adversaris. És l'inici d'un enfrontament sagnant...

## Repartiment
- Stanley Baker: el major Harry Grigsby
- Alex Cord: Kip Thompson
- Honor Blackman: la general Katherine Whiteley
- Richard Attenborough: el general Charles Whiteley
- Rafer Johnson: Joe Jackson
- Andrew Keir: Gordon Mackenzie